# Parornix szocsi
Parornix szocsi là một loài bướm đêm thuộc họ Gracillariidae. Loài này có ở Áo, Cộng hòa Séc, Hungary, Sardinia, Kazakhstan, România, phần châu Âu thuộc Nga, Slovakia, Tây Ban Nha, Tajikistan và Ukraina.
Ấu trùng ăn Prunus fruticosa và Prunus tenella.